# This Tuesday in Texas
This Tuesday in Texas is een pay-per-view-evenement in het professioneel worstelen dat werd geproduceerd door de Amerikaanse worstelorganisatie World Wrestling Federation (WWF, nu WWE). Het evenement vond plaats op 3 december 1991 in het Freeman Coliseum in San Antonio, Texas.
Dit evenement werd gespeeld in twee verhaallijnen, waarbij Randy Savage zijn rentree maakte in de ring na zijn "pensionering" op WrestleMania VII, als onderdeel van een feud met Jake Roberts.
De hoofd wedstrijd was een rematch voor de WWF Championship tussen de huidige kampioen The Undertaker en Hulk Hogan. Als resultaat van de omstreden match, zou het WWF Championship betwist worden in de Royal Rumble 1992.

## Machen
| Nr.                                                                          | Match                                                                                                 | Winnaar(s)            | Bron  |
| ---------------------------------------------------------------------------- | --- | --------------------- | ----- |
| -                                                                            | The Harris Brothers vs. Brian Donahue & Brian Costello in een tag team match                          | The Harris Brothers   | [ 1 ] |
| -                                                                            | Sir Charles vs. Dale Wolfe in een één-op-één match                                                    | Sir Charles           | [ 1 ] |
| -                                                                            | Brian Lee vs. Chris Walker in een één-op-één match                                                    | Chris Walker          | [ 1 ] |
| -                                                                            | JW Storm vs. Chris Chavis in een één-op-één match                                                     | Chris Chavis          | [ 1 ] |
| -                                                                            | Roddy Piper vs. Ric Flair in een één-op-één match                                                     | Ric Flair             | [ 1 ] |
| 1                                                                            | Skinner vs. Bret Hart (c) in een één-op-één match voor het WWF Intercontinental Championship          | Bret Hart (c)         | [ 1 ] |
| 2                                                                            | Randy Savage vs. Jake Roberts in een één-op-één match                                                 | Randy Savage          | [ 1 ] |
| 3                                                                            | Davey Boy Smith vs. The Warlord (met Harvey Wippleman) in een één-op-één match                        | Davey Boy Smith       | [ 1 ] |
| 4                                                                            | Tito Santana & Virgil vs. Ted DiBiase & The Repo Man in een tag team match                            | Tito Santana & Virgil | [ 1 ] |
| 5                                                                            | Hulk Hogan vs. The Undertaker (c) (met Paul Bearer) in een één-op-één match voor het WWF Championship | Hulk Hogan (nc)       | [ 1 ] |
| (c) huidige kampioen voor en na de match \| (nc) nieuwe kampioen na de match | |                       | [ 1 ] |